# Развој светског рекорда на 3.000 метара у дворани за мушкарце
Светски рекорди у дисциплини трчања на 3.000 метара у мушкој конкуренцији, које ИААФ званично признаје, воде се од 1911. године. Први рекорди су мерени ручно (штоперицом).
ИААФ је до 31. 1. 2018. године ратификовала 6 светских рекорда у мушкој конкуренцији.

## Рекорди на 3.000 метара
Рекорди ратификовани од ИААФ-а
| Време   | Атлетичар          | Земља            | Место                           | Датум              | Трајање                        |
| ------- | ------------------ | ---------------- | ------------------------------- | ------------------ | ------------------------------ |
| 8:52,4  | Џорџ Бонхаг        | Сједињене Државе | Њујорк, САД                     | 4. март 1911.      | 9 месеци и 12 дана             |
| 8:35,0  | Џорџ Бонхаг        | Сједињене Државе | Бруклин, САД                    | 16. децембар 1911. | 10 година, 2 месеца и 2 дана   |
| 8:31,4  | Џој Реј            | Сједињене Државе | Бруклин, САД                    | 18. фебруар 1922.  | 11 месеци и 23 дана            |
| 8:31,2  | Џој Реј            | Сједињене Државе | Бруклин, САД                    | 10. фебруар 1923.  | 1 година, 11 месеци и 5 дана   |
| 8:26,8+ | Паво Нурми         | Финска           | Њујорк, САД                     | 15. јануар 1925.   | 1 месец и 25 дана              |
| 8:26,4+ | Паво Нурми         | Финска           | Њујорк, САД                     | 12. март 1925.     | 2 године и 7 дана              |
| 8:22,4+ | Едвин Вајд         | Шведска          | Филаделфија, САД                | 19. март 1927.     | 26 година, 10 месеци и 18 дана |
| 8:17,7  | Хорас Ашенфелтер   | Сједињене Државе | Њујорк, САД                     | 6. фебруар 1954.   | 3 године и 17 дана             |
| 8:16,4  | Клаус Рихценхаин   | Источна Немачка  | Дортмунд, Западна Немачка       | 23. фебруар 1957.  | 1 година и 21 дан              |
| 8:09,4  | Фридрих Јанке      | Источна Немачка  | Источни Берлин, Источна Немачка | 16. март 1958.     | 1 година и 6 дана              |
| 7:58,7  | Зигфрид Херман     | Источна Немачка  | Источни Берлин, Источна Немачка | 22. март 1959.     | 4 године, 10 месеци и 25 дана  |
| 7:58,6  | Зигфрид Херман     | Источна Немачка  | Источни Берлин, Источна Немачка | 16. фебруар 1964.  | 11 месеци и 29 дана            |
| 7:53,2  | Зигфрид Херман     | Источна Немачка  | Источни Берлин, Источна Немачка | 14. фебруар 1965.  | 1 година и 13 дана             |
| 7:49,0  | Зигфрид Херман     | Источна Немачка  | Источни Берлин, Источна Немачка | 27. фебруар 1966.  | 2 године, 11 месеци и 21 дан   |
| 7:47,8  | Бернд Диснер       | Источна Немачка  | Источни Берлин, Источна Немачка | 16. фебруар 1969.  | 1 година и 26 дана             |
| 7:46,85 | Рики Вајлд         | Велика Британија | Беч, Аустрија                   | 15. март 1970.     | 2 године, 10 месеци и 26 дана  |
| 7:45,24 | Емиел Путеманс     | Белгија          | Лајден, Холандија               | 10. фебруар 1973.  | 8 дана                         |
| 7:39,2+ | Емиел Путеманс     | Белгија          | Западни Берлин, Западна Немачка | 18. фебруар 1973.  | 19 година и 2 дана             |
| 7:37,31 | Мозес Киптануи     | Кенија           | Севиља, Шпанија                 | 20. фебруар 1992.  | 2 године, 11 месеци и 23 дана  |
| 7:35,15 | Мозес Киптануи     | Кенија           | Гент, Белгија                   | 12. фебруар 1995.  | 11 месеци и 23 дана            |
| 7:30,72 | Хаиле Гебрселасије | Етиопија         | Штутгарт, Немачка               | 4. фебруар 1996.   | 1 година, 11 месеци и 21 дан   |
| 7:26,15 | Хаиле Гебрселасије | Етиопија         | Карлсруе, Немачка               | 25. јануар 1998.   | 12 дана                        |
| 7:24,90 | Данијел Комен      | Кенија           | Будимпешта, Мађарска            | 6. фебруар 1998.   | 27 година и 110 дана           |
| 7:23.81 | Ламеша Гирма       | Етиопија         | Лијевен, Француска              | 15. фебруар 2023.  | 2 године и 101 дан             |

+ – време измерено као пролазно време у некој дужој дистанци